# (14097) Capdepera
(14097) Capdepera és un asteroide descobert l'11 d'agost de 1997 per Àngel López i Rafael Pacheco a l'Observatori Astronòmic de Mallorca. La seva designació provisional fou 1997 PU4. Els descobridors van proposar anomenar-lo Capdepera en reconeixement d'aquesta vila mallorquina, lloc de residència d'Àngel López, i que el 2000 complí el setè centenari de la seva fundació.